# Alasmidonta viridis
Alasmidonta viridis är en musselart som först beskrevs av Rafinesque 1820.  Alasmidonta viridis ingår i släktet Alasmidonta och familjen målarmusslor. IUCN kategoriserar arten globalt som livskraftig. Inga underarter finns listade i Catalogue of Life.